# Эсека
Эсека — город в Камеруне, административный центр департамента Ньонг и Келле Центрального региона Камеруна.
Находится в юго-западной части региона, на западе Камеруна, примерно в 60 километрах к юго-западу от столицы Яунде.
Население — 23 242 человека (2005).
Эсека — центр местной католической епархии, созданной в марте 1993 года Папой Иоанном Павлом II.
Железнодорожная стация. Расположен на железнодорожной линии Дуала — Нгаундере.Здесь же имеется аэродром.
21 октября 2016 года в г. Эсека произошла одна из самых серьё зных железнодорожных катастроф в Западной Африке, при которой погибли более 75 человек и около 600 получили травмы. Причина — неисправность путей.
В 1952 году здесь состоялся 2 съезд Союза народов Камеруна, на котором Феликс Ролан Мумие был избран президентом партии.

## Достопримечательности
- Собор Нотр-Дам де Фатима

## Персоналии, связанные с городом
- Матип, Бенжамен (1932—2017) — писатель, драматург, фольклорист, историк.
- Мари-Клер Матип (род. 1938) — писательница
- Ум Ниобе, Рубен (1913—1958) — революционер, национальный герой Камеруна.

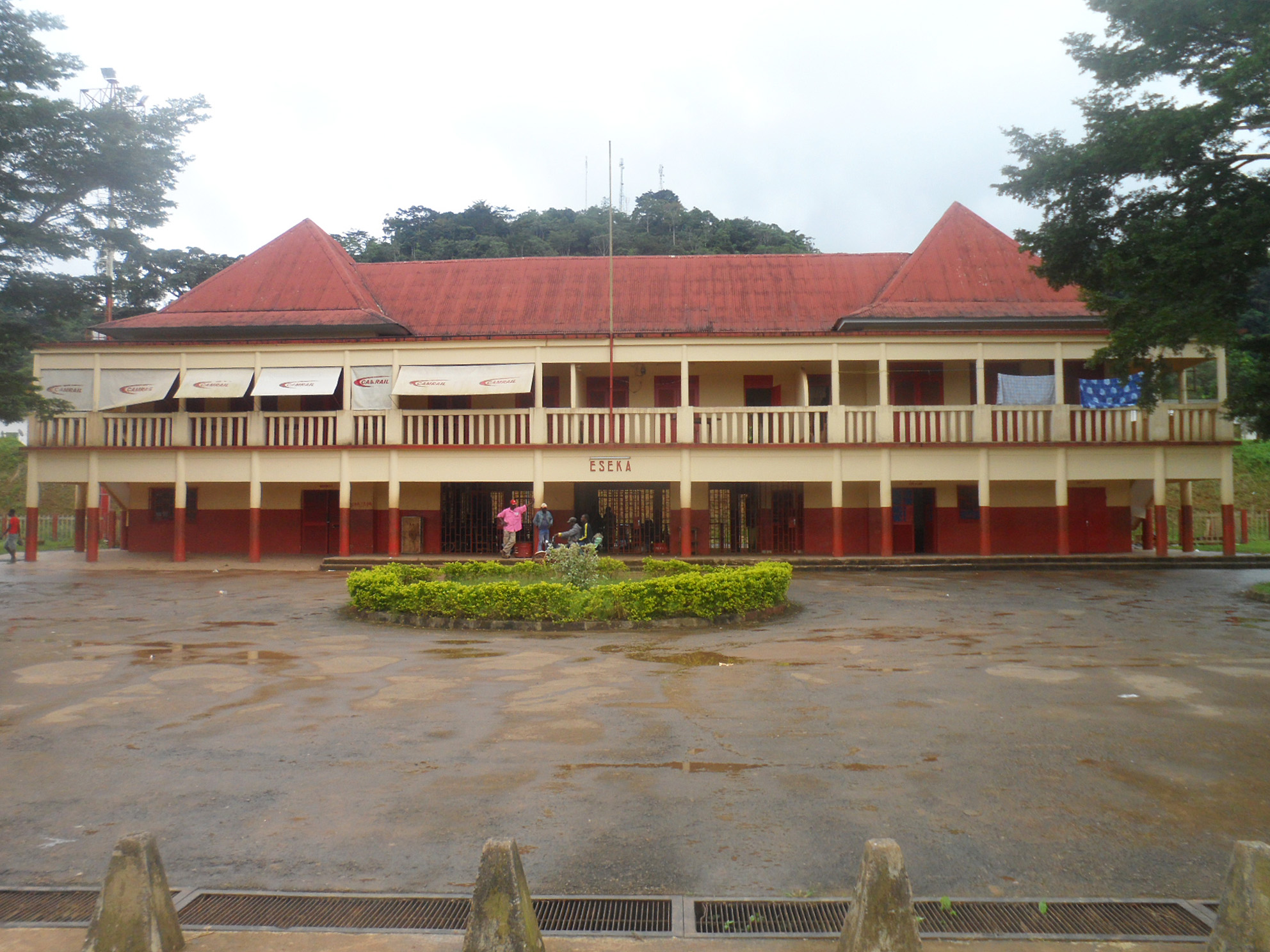
Железнодорожная стация г. Эсека
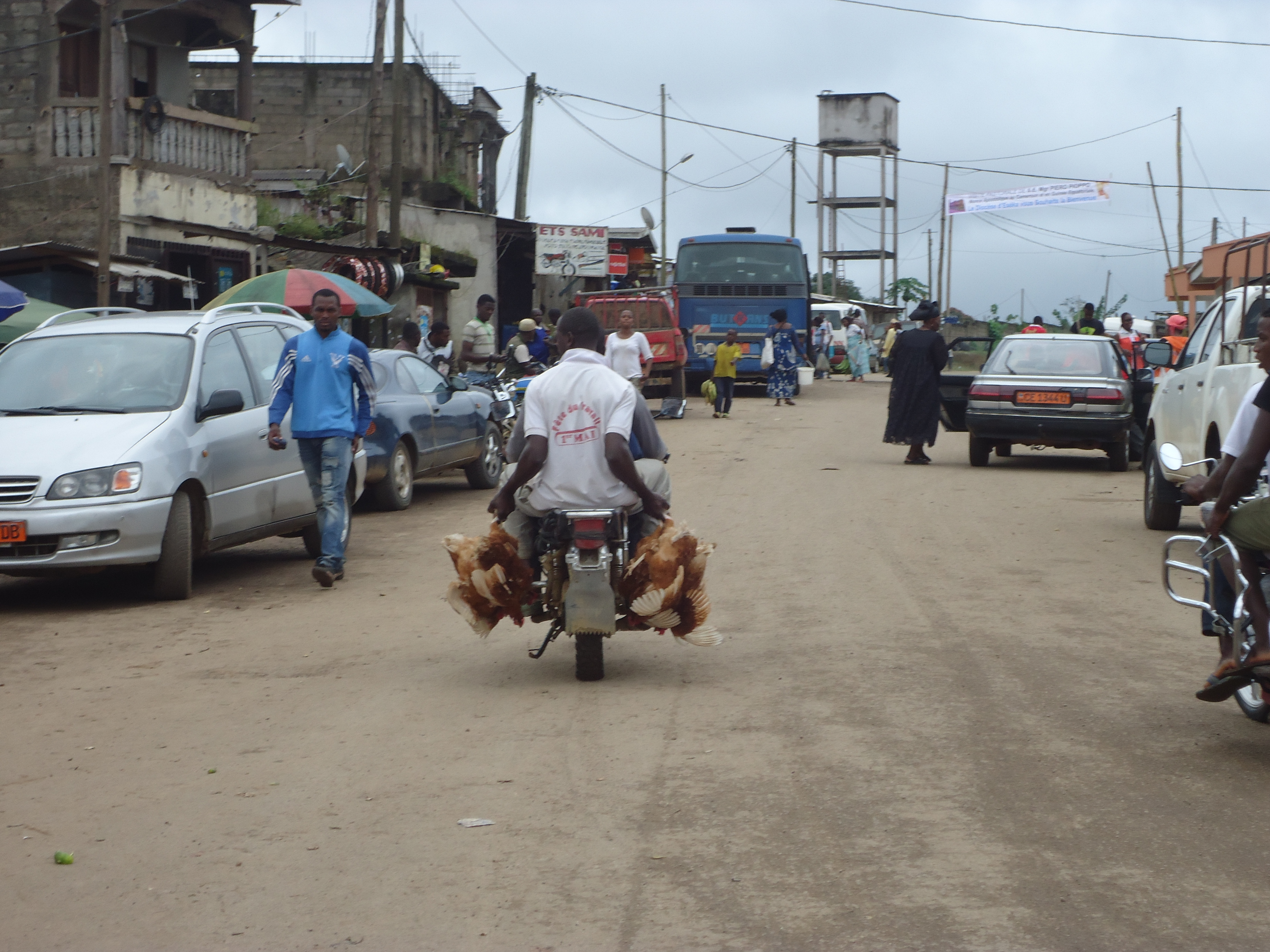
Район местного рынка
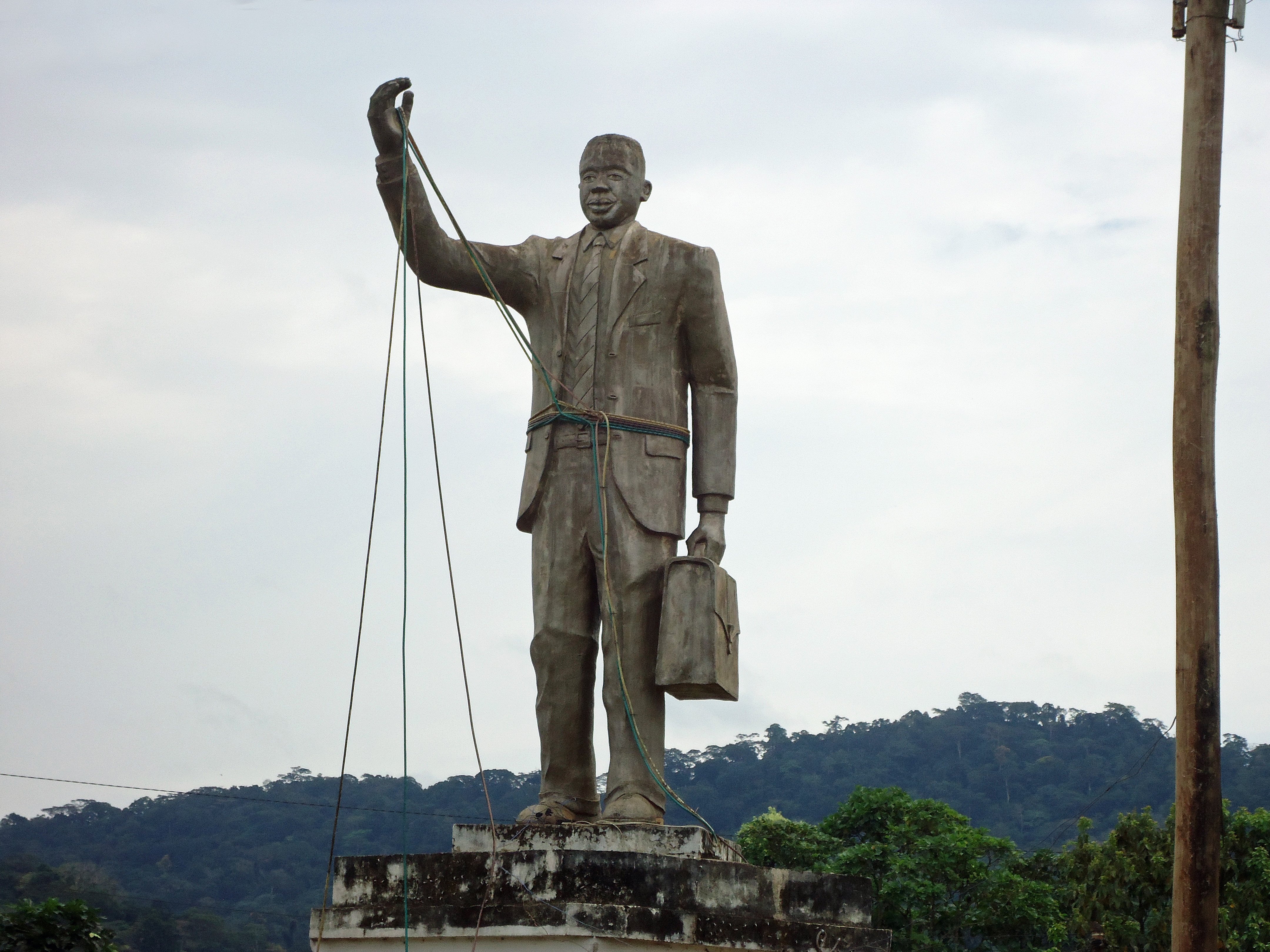
Памятник национальному герою Камеруна Рубену Ум Ниобе

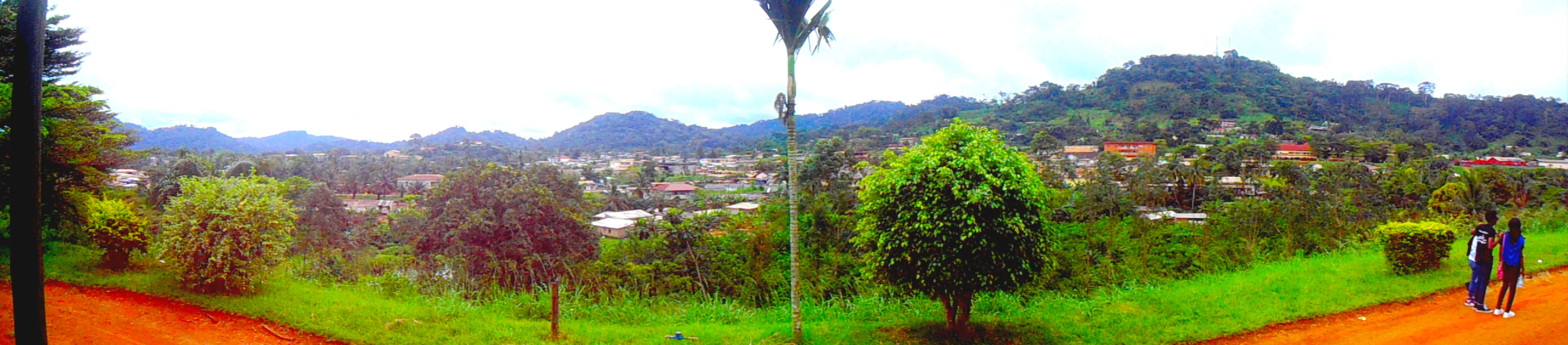
Общий вид г. Эсека

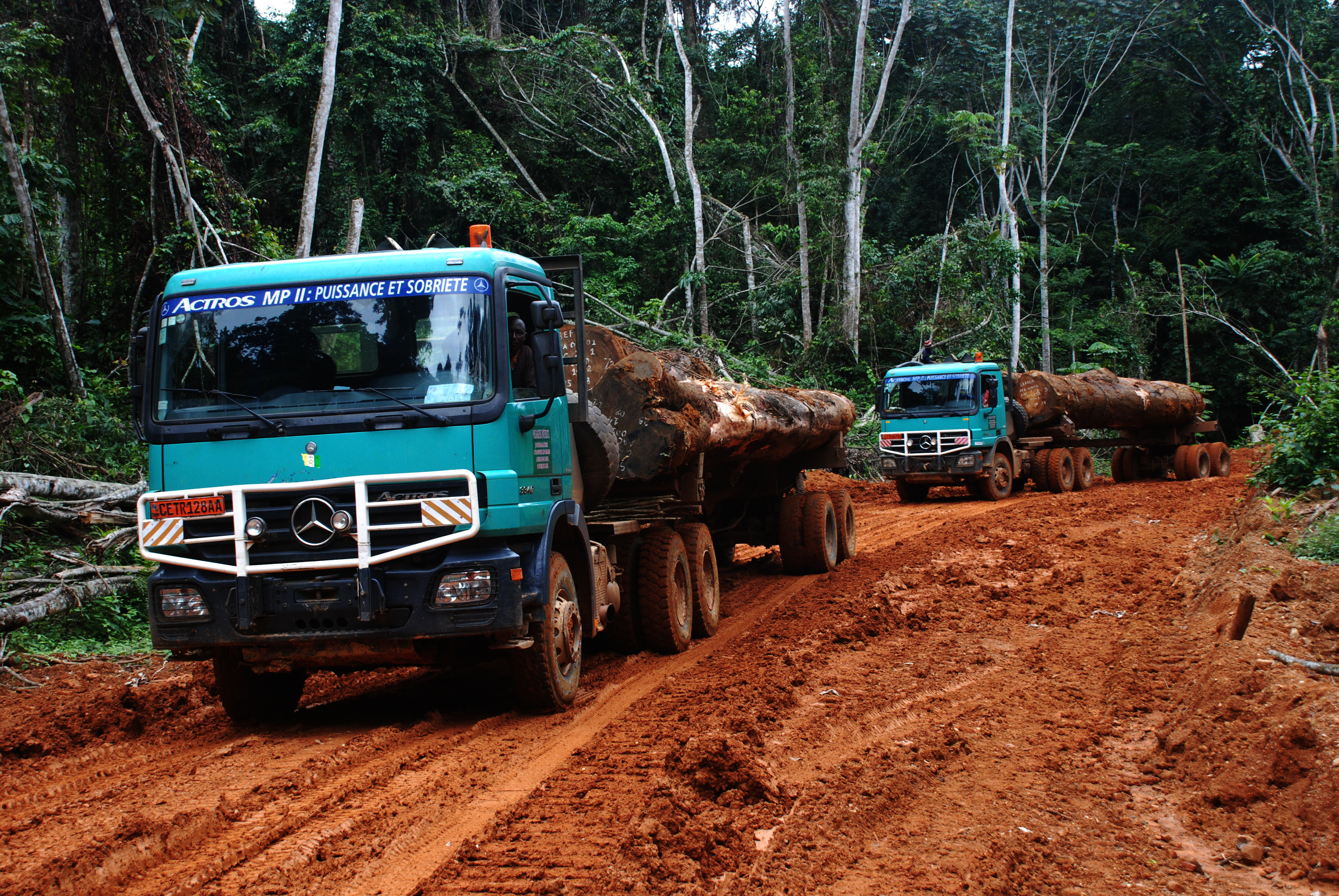
Лесозаготовка древесины